# Wskaźnik barwy
| Klasa | B−V   | U−B   | V−R   | R−I   | Tef (K) |
| ----- | ----- | ----- | ----- | ----- | ------- |
| O5V   | −0,33 | −1,19 | −0,15 | −0,32 | 42 000  |
| B0V   | −0,30 | −1,08 | −0,13 | −0,29 | 30 000  |
| A0V   | −0,02 | −0,02 | 0,02  | −0,02 | 9 790   |
| F0V   | 0,30  | 0,03  | 0,30  | 0,17  | 7 300   |
| G0V   | 0,58  | 0,06  | 0,50  | 0,31  | 5 940   |
| K0V   | 0,81  | 0,45  | 0,64  | 0,42  | 5 150   |
| M0V   | 1,40  | 1,22  | 1,28  | 0,91  | 3 840   |

Wskaźnik barwy – różnica jasności gwiazdy w dwóch barwach, wyrażona w wielkościach gwiazdowych.
Gwiazda emituje szerokie widmo promieniowania o natężeniu zależnym od długości fali, co powoduje, że jasność gwiazdy w różnych barwach jest różna. W systemie fotometrii trójbarwnej UBV określa się dwa wskaźniki barwy: ultrafioletowy – równy różnicy jasności w barwach nadfioletowej i niebieskiej (U-B), oraz niebieski – równy różnicy jasności w barwach niebieskiej i żółtej (B-V).
W systemach fotometrii wielobarwnej określa się odpowiednio więcej wskaźników. Wielkość wskaźnika barwy gwiazdy informuje o jej temperaturze, typie widmowym, a pośrednio o wieku oraz absorpcji międzygwiazdowej. Do określenia stopnia absorpcji międzygwiazdowej stosuje się wskaźnik E(B-V).